# The Chemical Educator
The Chemical Educator (abrégé en Chem. Educator) est une revue scientifique à comité de lecture s'adressant aux professeurs et aux chercheurs en chimie, qui publie des articles sur l'enseignement des sciences chimiques.
Le journal a été publié par Springer Verlag entre 1996 et 2002, puis est publié indépendamment depuis 2003. Actuellement, le directeur de publication est Clifford LeMaster (Université d'État de Boise, États-Unis).